# 嶋野花
嶋野 花（しまの はな、8月17日 - ）は、日本の女性声優。千葉県出身。アクセルワン準所属。

## 略歴
『銀魂』や『テニスの王子様』、『獣の奏者 エリン』等を見て声優を目指すようになった。それらの作品のうち、『銀魂』と『獣の奏者 エリン』で鈴村健一が全く異なるキャラクター（沖田総悟とイアル）を演じていたことが素敵だと思っていたほか、卒業式の卒業アルバムにはクラスメイトから「声優を目指して頑張れ」と書いてもらったことがきっかけでもあるという。
アクセルゼロを経て、2019年4月1日よりアクセルワン準所属。
2024年、『ささやくように恋を唄う』の木野ひまり役で初主演。

## 人物
資格は簿記3級、情報処理検定2級。趣味は食べること、神社仏閣巡り、柴犬グッズ集め。特技はトロンボーン。
一人っ子である。

## 出演
太字はメインキャラクター。

### テレビアニメ
2020年
- ネコぱら（天気予報士、女性客）
- クレヨンしんちゃん（園児D）

2021年
- 幼なじみが絶対に負けないラブコメ（AD）
- さよなら私のクラマー（小林葵、チャント）
- スライム倒して300年、知らないうちにレベルMAXになってました（喫茶店の客たち）
- アイドリッシュセブン Third BEAT!（女子高校生B）
- 白い砂のアクアトープ（招待客）

2022年
- 異世界美少女受肉おじさんと（女子たち）
- 社畜さんは幼女幽霊に癒されたい。（女性社員A）
- メイドインアビス 烈日の黄金郷（エイル）
- 金装のヴェルメイユ〜崖っぷち魔術師は最強の厄災と魔法世界を突き進む〜（女子）
- Do It Yourself!! -どぅー・いっと・ゆあせるふ-（女子生徒A）

2023年
- 異世界のんびり農家（リーフ、リリ、ララーシャ、クーデル）
- 人間不信の冒険者たちが世界を救うようです（冒険者）
- スキップとローファー（城ケ崎）
- ライザのアトリエ 〜常闇の女王と秘密の隠れ家〜（子供A、村人C、村人B）
- ひきこまり吸血姫の悶々（女子生徒B）
- ゴブリンスレイヤーII（新人冒険者）

2024年
- わんだふるぷりきゅあ!（2024年 - 2025年、小学生、えま、蟹江、キラリンコジカ）
- ブルーアーカイブ The Animation（スケバンB）
- ささやくように恋を唄う（木野ひまり）
- 喧嘩独学（店員）
- 神は遊戯に飢えている。（女性）
- るろうに剣心 -明治剣客浪漫譚- 京都動乱（旅籠仲居）
- アオのハコ（2024年 - 2025年、部員）
- 魔王2099（女性A）

2025年
- どうせ、恋してしまうんだ。
- カードファイト!! ヴァンガード Divinez（観客）
- 機動戦士Gundam GQuuuuuuX
- 男女の友情は成立する?（いや、しないっ!!）（女子生徒）
- 日々は過ぎれど飯うまし（河合まこ）
- 帝乃三姉妹は案外、チョロい。（空手部部員）
- 気絶勇者と暗殺姫（受付嬢）
- ホテル・インヒューマンズ（ミク）

### 劇場アニメ
- しん次元! クレヨンしんちゃん THE MOVIE 超能力大決戦 〜とべとべ手巻き寿司〜（2023年）

### ゲーム
- 黒騎士と白の魔王（2019年、弁財天[12]）
- 城姫クエスト（2020年、伊根城[13]、八上城[14]）
- ガールフレンド（仮）（2020年、音羽ユリ〈2代目〉）
- アリスフィクション（2022年、ガウェイン[15]）
- ミリタリーオートマタ（時期未定、アーデルハイト[16]、ヨハンナ[17]）

### デジタルコミック
- コールドゲーム（2021年、アデール・ヒューズ）
- 出張メイドの有須（2022年、卯沙[18]）
- ささやくように恋を唄う（2024年 - 2025年、木野ひまり[19]）

## ディスコグラフィ

### キャラクターソング
| 発売日        | 商品名                                             | 歌                                         | 楽曲                         | 備考                                                     |
| ------------- | -------------------------------------------------- | ------------------------------------------ | ---------------------------- | -------------------------------------------------------- |
| 2024年4月24日 | Follow your arrows/ギフティ                        | 木野ひまり（嶋野花）                       | 「ギフティ」                 | テレビアニメ『ささやくように恋を唄う』エンディングテーマ |
| 2025年6月25日 | 日々は過ぎれど飯うまし 1 完全生産限定盤Blu-ray&DVD | 河合まこ（嶋野花）、古舘くれあ（加隈亜衣） | 「日々、おいしいがいっぱい」 | テレビアニメ『日々は過ぎれど飯うまし』関連曲             |

### 初出話一覧
1. ↑  第47話初出
2. 1 2 3 4 5 6  第1話初出
3. ↑  第5話初出
4. ↑  第8話初出
5. ↑  第15話初出
6. 1 2  第2話初出
7. 1 2  第7話初出
8. ↑  第26話初出
9. ↑  第16話初出
10. ↑  第12話初出
11. ↑  第3話初出
12. ↑  デラックス編 第9話初出
13. 1 2  第4話初出